# رود باتامای
رود باتامای (روسی: Батамай) یک رودخانه در یاقوتستان کشور روسیه است.